# 比利夫齊 (喬爾特基夫區)
48°30′55″N 26°21′56″E / 48.51528°N 26.36556°E
比利夫齊（烏克蘭語：Білівці），是烏克蘭的村落，位於該國西部捷爾諾波爾州，由喬爾特基夫區負責管轄，處於德涅斯特河畔，面積2.63平方公里，海拔高度200米，2014年人口523。